# パラダイスの逃亡者
パラダイスの逃亡者（英：Trapped in Paradise）は、1994年の映画。VHS、DVDではパラダイスの天使たちというタイトルに変更されている。

## ストーリー
盗みの前科ありのビル、デイブ、アルビンのファーボ3兄弟は、務所仲間ビック・マズッチの娘サラを探すためパラダイスの町にやってきた。
サラは銀行で働いており、3人がそこで目にしたものは27万5000ドルの大金だった。彼らはお金に目がくらみ、そのお金を盗んで逃げようとする。だが大雪で車が横転してしまう。
そこで彼らは町の人々に救助され、銀行頭取の家へ連れて行かれる。疑うことを知らない町の人々は、兄弟が脱出しようとしては遭難するたびに助けてくれるのだった。
やがて、サラに恋をしたビルは、盗んだ金を返そうと決意するが、ビックが刑務所を脱走し、3兄弟の母親を人質に27万5000ドルを要求してくるのだった。

## キャスト
- ビル・・ニコラス・ケイジ（安原義人）
- デイブ・・ジョン・ロヴィッツ（菅原淳一）
- アルビン・・ダナ・カーヴィ（藤原啓治）
- サラ・・メッチェン・アミック（深見梨加）
- クリフォード・・ドナルド・モファット（徳丸完）
- エドナ・・フローレンス・スタンリー（片岡富枝）
- パイザー捜査官・・リチャード・ジェンキンス（稲葉実）
- その他声の出演：峰あつ子／室園丈裕／小山武宏／高宮俊介／広瀬正志／水野龍司／塚田正昭／／山野井仁／中澤やよい 麻丘夏未／紗ゆり

※吹替版はVHS収録、DVD未収録

## 評価
レビュー・アグリゲーターのRotten Tomatoesでは19件のレビューで支持率は5%、平均点は3.30/10となった。Metacriticでは21件のレビューを基に加重平均値が31/100となった。